# Mémorial Himeyuri

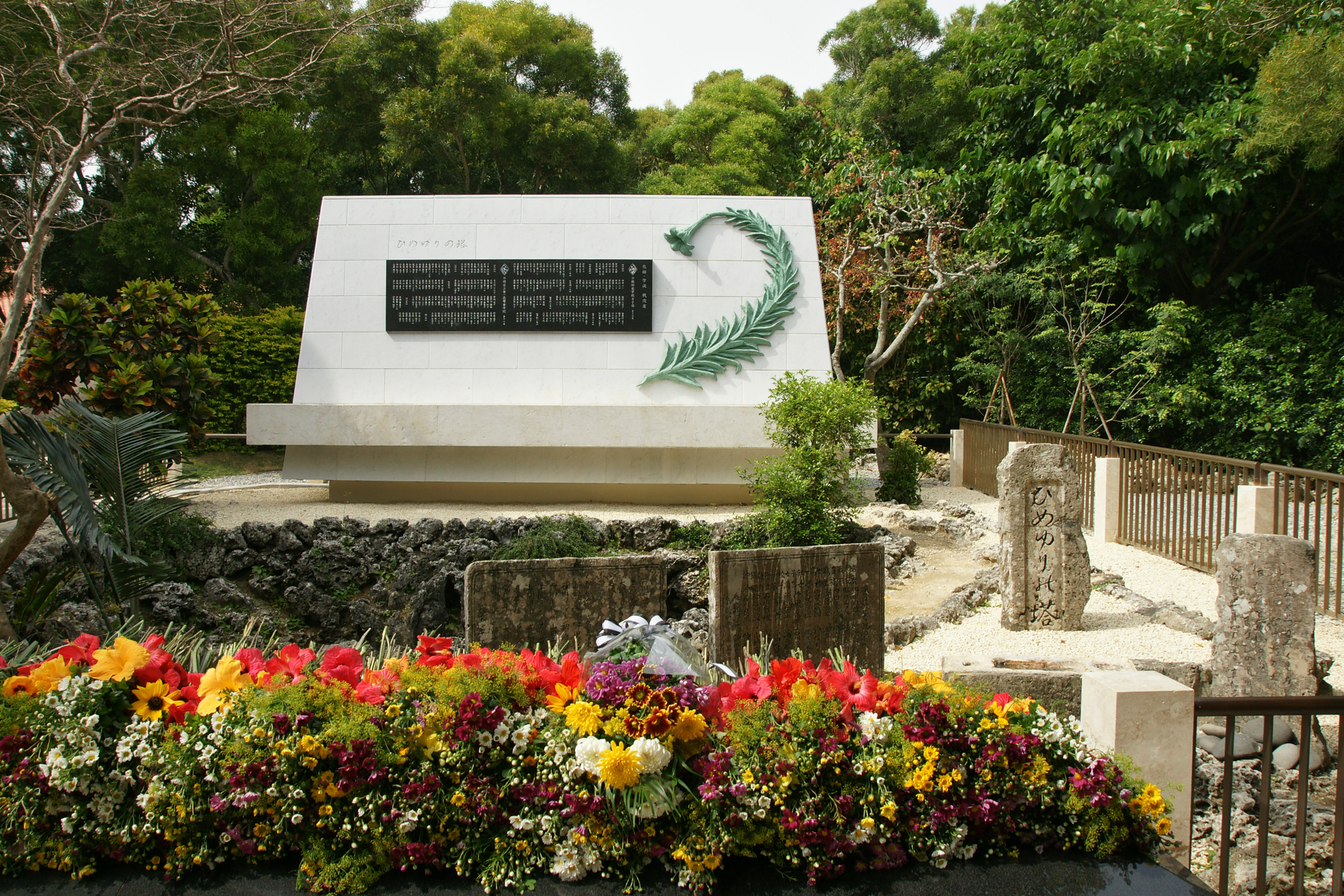
Vue de la stèle à droite et de la plaque commémorative, au centre, à l'arrière-plan

Le mémorial Himeyuri (ひめゆりの塔, Himeyuri no tō) est situé à Itoman sur l'île d'Okinawa, au Japon. Il se trouve  à l'entrée d'une grotte dans laquelle avait été aménagé une section d'un hôpital de fortune au cours de la bataille d'Okinawa dans les dernières étapes de la guerre du Pacifique. Plus précisément, il s'agissait du 3e département de chirurgie de cet hôpital improvisé. Le mémorial a été inauguré le 7 avril 1946. Il se compose d'une petite stèle et d'une plaque commémorative. Le nom Himeyuri fait référence aux membres de l'escadron Himeyuri qui était composé d'étudiantes âgées de 15 à 19 ans et de quelques enseignants ayant agi comme infirmières et infirmiers dans ces grottes et dont plusieurs furent tués à l'issue de cette bataille.
Un certain nombre de films furent réalisés sur le sujet dont celui du réalisateur Tadashi Imai intitulé La Tour des lys (titre original : Himeyuri no tō) sorti au grand écran en 1953 ainsi que le documentaire intitulé "Document of the Battle of Okinawa, Told One Foot at a Time" de Shohei Shibata auquel fut décerné le prix spécial du Japan educational film festival (le festival des films éducatifs du Japon) de 1995. Shohei Shibata ayant passé 13 ans à recueillir des témoignages et comptes rendus de survivantes parmi les étudiantes.